# Va, Toto !
Pour plus de détails, voir Fiche technique et Distribution.
Va, Toto ! est un documentaire français réalisé par Pierre Creton, sorti en 2017.

## Synopsis
Le film réunit trois histoires autobiographiques, trois rencontres du cinéaste narrateur, tournant autour de sa résidence troglodytique près de Vattetot-sur-Mer :
- Toto, un sanglier, échappe à une battue dans la campagne normande, et se réfugie chez Madeleine, une femme de 77 ans,
- Vincent, un professeur, demande au narrateur de l'accompagner en Inde à Shimla,
- Joseph, un vieux paysan, raconte un peu sa vie, et beaucoup ses rêves.

## Fiche technique
- Titre : Va, Toto !
- Réalisation : Pierre Creton
- Scénario : Pierre Creton, Mathilde Girard, Vincent Barré et Pierre Trividic
- Photographie : Pierre Creton et Léo Gil-Mena
- Son : Michel Beltrou
- Montage : Ariane Doublet
- Société de production : Andolfi
- Société de distribution : JHR Films
- Pays d'origine :  France
- Durée : 94 minutes
- Date de sortie : France, 4 octobre 2017

## Distribution
- Ghislaine Paul-Cavallier : Madeleine (voix : Françoise Lebrun)
- Vincent Barré : Vincent (voix : Jean-François Stévenin)
- Pierre Lavenu : Joseph (voix : Rufus)
- Raymonde Leroux : Monette (voix : Évelyne Didi)
- Pierre Creton : Pierre (voix : Grégory Gadebois)
- Sabine Haudepin
- Xavier Beauvois
- Catherine Mouchet

## Distinctions
- Festival de Marseille 2017 : Prix de l'Institut français de la critique en ligne[1] et Prix du Groupement national des cinémas de recherche[2]
- Prix du Syndicat français de la critique de cinéma 2018 : Prix du film singulier francophone[3]